# Энгель, Иоганн Генрих Готлиб
Иоганн Генрих Готлиб Энгель (нем. Johann Heinrich Gottlieb Engel (21.03.1720—22.12.1785) — немецкий и русский врач, член Российской академии наук.

## Биография
Энгель родился в 1720 году в деревне Лодерслебен близ Кверфурта. С 1741 по 1743 год получал медицинское образование в госпитале в Санкт-Петербурге. После завершения обучения стал врачом в драгунском полку в Астрахани. В 1753 году начал работу в военно-морском госпитале в Кронштадте. В этой больнице, которая также была учебным центром, помимо анатомии и хирургии преподавал латынь.
В 1762 году переведен по службе в госпиталь в Москве. 12.10.1779 избран членом-корреспондентом Российской академии наук. Получил докторскую степень в Кёнигсбергском университете в 1781 году, защитив диссертацию «De utero deficiente». После 42 лет службы военным врачом умер в Москве в декабре 1785 года.

## Семья
Жена — Елизавета Касперовна (?-1808). Дети:
- Анна (1767—1797) — жена Петра Ивановича Литке.
- Федор (1769—1837) — действительный тайный советник, сенатор.
- Эмилия — жена Федора Андреевича Фурмана